# Guy Jespers
Guy Jespers (Warschau, 3 juni 1934 - Gent, 20 juni 2002) was een Belgisch magistraat/onderzoeksrechter die in 1978 tot 20 jaar cel veroordeeld werd wegens miljoenendiefstal en een moordpoging op zijn vrouw.

## Voorgeschiedenis
Guy Jespers was de zoon van een rijke handelaar. Hij werd de jongste onderzoeksrechter van het land en won verschillende rechtszaken. Hij was bevriend met Luc de Craemer, een zakenman/cafébaas/garagehouder die connecties had in verschillende bordelen en hem af en toe mee liet profiteren van deze pleziertjes. Zijn vrienden gaven hem de bijnaam "Guy le beau".
Op zondag 20 februari 1977 kwamen hun connecties echter bruusk ten einde. Een handlanger van De Craemer, Jacky van Renterghem, werd toen door de politie tegengehouden vanwege een defect achterlicht. Toen men zijn koffer opende ontdekte men geld, juwelen en waardepapieren die hij van een bejaard echtpaar had gestolen. De Craemer hoopte dat Jespers hem van hogerhand zou beschermen, maar deze deed niets.

## Het proces
De Craemer klapte hierop uit de biecht. Hij beweerde dat hij een paar jaar eerder, in opdracht van Jespers zelf, Jespers' echtgenote, Rosine de Sutter, had geprobeerd te vermoorden. Hij had een brandbom in hun auto laten plaatsen, maar ze had als bij wonder de aanslag overleefd. Volgens Jespers was die aanslag tegen hem gericht, omdat hij kort ervoor een bende drugsdealers had opgerold. Een jaar later, in juni 1976, zou Jespers haar in het bijzijn van De Craemer in haar bad hebben verdronken. Jespers verklaarde dan weer dat hij die avond was gaan slapen en dat zijn zoontje in de loop van de nacht diens moeder levenloos in bad had aangetroffen.
Volgens De Craemer had Jespers hem ook geholpen bij de inbraak op zijn buurvrouw, Diane Ledoux. Ledoux had Jespers toevertrouwd dat ze in haar kluis 15 miljoen Belgische frank familie-erfenis bewaarde. Jespers zou dit aan De Craemer hebben doorverteld en hem zelfs de code en sleutel van de kluis hebben toegespeeld. Jespers bekende De Craemer hierover verteld te hebben, maar volgens hem was de hele inbraak "buiten zijn medeweten" gebeurd.
Jespers werd op 27 februari 1977 gearresteerd en raakte in een zaak betrokken die zijn onberispelijke reputatie onherstelbare schade toebracht. Hij werd aangeklaagd wegens moord, moordpoging, diefstal, mededaderschap, verboden wapendracht en schriftvervalsing (een naamloze brief aan het ministerie om een medekandidaat voor het ambt van procureur des Konings uit te schakelen). Zijn naam werd in verband gebracht met het prostitutiemilieu, sleutelclubs, de Gentse beau monde, veel geld en veel vrouwen. Het was bovendien de eerste maal dat in België een magistraat voor het gerecht werd gedaagd. De beklaagden werden verdedigd door de advocaten Leon Martens, John Bultinck, Piet Van Eeckhaut en René Verstringhe. Alhoewel De Craemers verhaal niet altijd even geloofwaardig klonk, werd Jespers toch schuldig bevonden. Op 21 januari 1978 werd hij tot 20 jaar cel veroordeeld wegens de moordaanslag op zijn vrouw en miljoenendiefstal. De Craemer kreeg 15 jaar cel.

## Celstraf en latere leven
Jespers bracht zijn celstraf door in de gevangenis van Nijvel. Hij trouwde er met zijn maîtresse Ghislaine Clincke. Ook leerde hij William Vandergucht kennen, die vanwege oplichting een celstraf uitzat.
In 1980 werd hij vanwege gezondheidsproblemen vervroegd vrijgelaten. Hij had in de gevangenis een zenuwaandoening opgelopen en kampte met spraak- en evenwichtsstoornissen. Hij kwam er nooit meer bovenop.
Samen met zijn nieuwe vrouw woonde hij achtereenvolgens in Antwerpen, Zwalm, Zeebrugge en Gent. Hij opende een tijdlang een café in de buurt van het Gentse justitiepaleis.
In 1982 kwam ook Luc De Craemer vervroegd vrij. Hij werd opnieuw zakenman.
Op 1 april 1983 verscheen Jespers het laatst in het nieuws. Die dag inde William Vandergucht met een cheque van Jespers' vrouw 76 miljoen Belgische frank en verdween daarop spoorloos.
Zijn hele leven lang bleef Jespers zijn onschuld staande houden. Zijn laatste levensjaren leefde hij teruggetrokken. Hij overleed in 2002 aan keelkanker.

## Trivia
- Filmregisseur Fons Rademakers draaide in 1979 een film over de zaak: Mijn vriend. De film flopte.
- Gerechtsjournalist Gust Verwerft geloofde jarenlang in de onschuld van Jespers en publiceerde daarover in 2006 het boek Het Proces Jespers.